# Peter Jensen (Holzbildhauer)

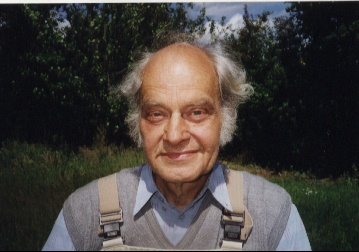
Holzbildhauer Peter Jensen, 1998

Peter Jensen (* 28. März 1931 in Berlin-Schöneberg; † 17. November 2000) war ein Holzbildhauer und Restaurator.
Peter Jensen wurde als Sohn des Bildhauers Johannes Jensen geboren. Dieser hatte 1925 in Berlin eine Bildhauerwerkstatt. Der Betrieb in Berlin wurde im Zweiten Weltkrieg zerstört, woraufhin Johannes Jensen mit seiner Familie 1946 in das Haus seiner Eltern der Stammkate in Angeln, Schleswig-Holstein zurückkehrte. 1947–1950 machte er bei seinem Vater eine Holzbildhauerlehre. Abschluss der Schule. Besuch der Werkkunstschule in Flensburg. Im Jahr 1950 bestand er die Gesellenprüfung im Holzbildhauerhandwerk in Flensburg. Danach ein Jahr Volontariat mit Arbeiten in Stein. Von 1950 bis 1952 machte er eine Konditorlehre und dann die Meisterprüfung 1957. Während dieser Zeit war er auch als Holzbildhauer und Restaurator tätig.
Ein Studium an der Kunsthochschule in Wien bei Josef Hoffmann brach er im 4. Semester ab, da er einem Rückruf in den väterlichen Betrieb nach Kragholm folgte, wo er 1956 gemeinsam mit seinem Vater die Bildhauerwerkstatt in Kragholm führte. 1972 folgte die Meisterprüfung im Holzbildhauerhandwerk in Frankfurt am Main. Die vollständige Übernahme des väterlichen Betriebes erfolgte 1979.
1977 bis 1987 zweite Werkstatt im Freilichtmuseum Molfsee.
Die Vollendung seiner letzten großen Auftragsarbeit – die Wiederherstellung der im Krieg zerstörten gotischen Chorschranken von St. Marien zu Lübeck – hat Peter Jensen nicht mehr erleben dürfen. Das letzte Teilstück wurde nach seinem Tode 2000 im Mai 2001 eingebaut.
Sein Tätigkeitsfeld war weit gefächert, wobei seine bevorzugten Materialien Eiche und Esche sowie Obsthölzer und Sandstein aber auch Findlinge waren.
Neben der Gestaltung von Kleinplastiken gehörte die Restaurierung von Möbeln sowie Plastiken im häuslichen wie auch im kirchlichen Bereich ebenso zum Arbeitsbereich des Künstlers wie das Entwerfen von Wappen (Heraldik). Auch mit dem Entwurf und der tatsächlichen Umsetzung von Inneneinrichtungen und Möbel Einzelstücken sowie mit der ‚Kunst am Bau' beschäftigte sich der im Kunsthandwerk tätige Bildhauer.
Seit Pfingsten 2002 hat die Werkstatt im Freilichtmuseum Molfsee ihren Platz. Sie wurde von Frau Dr. Jutta Wiedemann und dem Kieler Bildhauer Giotto Bente eingerichtet und wird weiterhin von ihnen betreut.